# Васкевич, Павел Георгиевич
Па́вел Гео́ргиевич (Ю́рьевич) Васке́вич (16 декабря 1876, с. Белёво Заславский уезд Волынской губернии — 29 марта 1958, Кобе) — русский дипломат, востоковед.

## Биография
Родился в семье сельского священника. Окончил Волынскую духовную семинарию (1897) в городе Кременец.
Узнав об открытии во Владивостоке Восточного института, отправился туда и поступил в открывающийся институт. В 1903 году окончил японо-китайское отделение института.
Во время русско-японской войны работал переводчиком в штабе армии Куропаткина.
В 1906 году Васкевич поступил на дипломатическую службу в Министерство иностранных дел. Был назначен в русское генеральное консульство в Сеуле. В качестве члена разграничительной комиссии командировался на остров Сахалин.
В 1911—1917 годах — драгоман русской миссии в Токио.
В июне 1917 года был назначен генеральным консулом в город Дайрен. Оставался на этой должности до 1925 года. После прекращения дипломатической службы занимался сельским хозяйством. Купив участок земли, насадил там фруктовый сад, организовал молочную ферму, разводил кур, коз, свиней и устроил пасеку. Вместе с компаньонами открыл молочный магазин.
В 1940 году, продав ферму и имущество, переехал в японский город Кобе, где купил участок земли и построил дом. 
Похоронен на кладбище «Футатаби-коэн» в Кобе.
Коллекция бумаг П. Г. Васкевича хранится в Музее русской культуры в Сан-Франциско.

## Награды
- Орден Святого Станислава II степени
- Орден Святой Анны III степени с мечами и бантом
- Медаль «В память войны с Японией 1904—1905 гг.»
- Орден Священного Сокровища IV степени
- Орден Восходящего Солнца IV степени
- Корейский орден «Тайкын» IV степени